# Opération Hirondelle
Guerre d’Indochine
Batailles
- Opération Masterdom
- Bataille de Hanoï
- Opération Léa
- Bataille de Phu Tong Hoa
- Bataille de la RC 4
- Bataille de Vĩnh Yên
- Bataille de Mao Khê
- Bataille de Nghia Lo
- Bataille de Hòa Bình
- Opération Lorraine
- Bataille de Na San
- Bataille de Muong Khoua
- Opération Atlante
- Opération Camargue
- Opération Hirondelle
- Opération Brochet
- Opération Mouette
- Opération Castor
- Bataille de Diên Biên Phu
- Opération D
- Bataille du col de Mang Yang
- Extension au Laos

L’opération Hirondelle était une opération militaire française durant la guerre d'Indochine, en juillet 1953. Elle consista en un raid aéroporté contre des dépôts d'approvisionnement du Viet Minh à proximité de Lang Son, impliquant des parachutistes de l'armée française et de l'armée nationale vietnamienne.

## Contexte historique

Localisation de la province de Lạng Sơn au Viêt Nam.

À la suite du tournant de 1949 et avec l'expérience acquise au combat, l'armée populaire vietnamienne inflige une série de revers aux troupes françaises dans la haute région de Cao Bang et Lang Son (bataille de la RC 4). Le projet initial de « reconquête coloniale » s'est épuisé dans un interminable enlisement, a entraîné une grande lassitude dans l'armée française d'Indochine et dans le gouvernement français, ainsi qu'une opposition croissante de l'opinion publique française à une guerre dont les enjeux étaient de moins en moins clairs, dès lors que le Viêt Nam, le Laos et le Cambodge étaient, au moins en théorie, devenus indépendants, et que la « reconquête coloniale » n'était donc plus à l'ordre du jour.
La « bataille des Routes Coloniales » sème la panique dans l’état-major français en Indochine et au sein du gouvernement français à Paris. Le général de Lattre de Tassigny est envoyé en Indochine pour redresser la situation mais doit immédiatement faire face à des offensives vietminh. Il parvient à vaincre trois fois ses ennemis, notamment à Vinh yen et Mao khé, écartant définitivement toute menace sur Hanoï, mais ne peut les anéantir. Ayant assuré la construction d'une ligne de défense, de Lattre commence à chasser les vietminh du delta du Fleuve Rouge et décida de lancer une contre-offensive qu'il pense pouvoir être décisive, mais malade, il doit repartir pour la France. Sous l'égide de son successeur Raoul Salan, cette offensive, concluante au début, s'épuise d'elle-même et doit être arrêtée sans résultat décisif. De plus, au même moment, de Lattre en France, qui doit défendre son projet d'envoyer des renforts en Extrême-Orient, voit sa santé se dégrader et meurt en janvier 1952. L'Union française lance l'opération Lorraine afin de tenter de débusquer la guérilla Viet Minh en novembre 1952. Celle-ci s'avère toutefois un échec.

## Déroulement de l'opération
Mi-juillet 1953, les services secrets français apprennent qu'une division viêtminh au repos à Lang Son s'apprête à partir alors que celle  qui doit la remplacer n'est pas encore arrivée. Le général Henri Navarre décide de profiter du flottement. Le  17 juillet, le 6e BPC de Marcel Bigeard et le 8e Choc de Pierre Tourret sautent sur Lang Son et foncent sur les grottes de Ky Lua à 3 km  à l'ouest de la ville. Ils y découvrent 5 000 tonnes de matériel, dont des camions Molotova et même un chasseur King Cobra . Ils font sauter le tout  et se retirent vers  Loc Binh, où d'autres unités françaises étaient déployées afin de les couvrir contre le Viêtminh lancé à leur poursuite. L'ensemble des forces françaises est alors évacué par la mer après avoir réalisé une jonction avec le Groupement mobile no 5.
L'opération a été tellement brillante qu'elle fait encore l'objet d'une étude dans les grandes écoles de Guerre.